# Trójwzgórze
Trójwzgórze – element w heraldyce, występujący na herbach i godłach. Przedstawia on trzy wzgórza w kolorze zazwyczaj zielonym, w których środkowe jest większe od dwóch pozostałych. Wzgórza są zwykle o zaokrąglonych szczytach, rzadziej spiczaste.
W symbolice trójwzgórze oznacza góry, wyżynę lub po prostu pagórkowatość terenu.
Przykłady trójwzgórz na różnych herbach:

Niebieskie trójwzgórze w herbie Słowacji
Zielone trójwzgórze w herbie Węgier
Srebrne trójwzgórze w herbie Piusa XII